# Glyptoparus delicatulus
Glyptoparus delicatulus és una espècie de peix de la família dels blènnids i de l'ordre dels perciformes.

## Morfologia
- Els mascles poden assolir 5 cm de longitud total.[1][2]

## Reproducció
És ovípar.

## Hàbitat
És un peix marí de clima tropical i associat als esculls de corall.

## Distribució geogràfica
Es troba des de l'Àfrica oriental fins a Rotuma, les Illes Ryukyu, la Gran Barrera de Corall i Tonga.